# Carey Mulligan
Carey Hannah Mulligan (født 28. maj 1985) er en engelsk skuespillerinde. Hun fik sin skuespillerdebut som Kitty Bennet i Stolthed og fordom (2005). I 2009 fik hun udbredt anerkendelse for sin rolle som Jenny in An Education, hvormed hun vandt BAFTA Award for bedste kvindelige hovedrolle.

## Filmografi

### Film
| År   | Titel                                  | Rolle              | Noter |
| ---- | -------------------------------------- | ------------------ | ----- |
| 2005 | Stolthed og Fordom                     | Kitty Bennet       |       |
| 2007 | And When Did You Last See Your Father? | Rachel             |       |
| 2009 | The Greatest                           | Rose               |       |
| 2009 | Brothers                               | Cassie Willis      |       |
| 2009 | Public Enemies                         | Carole             |       |
| 2009 | An Education                           | Jenny Mellor       |       |
| 2010 | Never Let Me Go                        | Kathy H            |       |
| 2010 | Wall Street: Money Never Sleeps        | Winnie Gekko       |       |
| 2011 | Drive                                  | Irene              |       |
| 2011 | Shame                                  | Sissy Sullivan     |       |
| 2013 | Den store Gatsby                       | Daisy Buchanan     |       |
| 2013 | Inside Llewyn Davis                    | Jean Berkey        |       |
| 2015 | Far from the Madding Crowd             | Bathsheba Everdene |       |
| 2015 | Suffragette                            | Maud               |       |
| 2017 | Mudbound                               | Laura McAllan      |       |
| 2021 | The Dig                                | Edith Pretty       |       |

### Fjernsyn
| År   | Titel                                           | Rolle                   | Noter                    |
| ---- | ----------------------------------------------- | ----------------------- | ------------------------ |
| 2005 | Bleak House                                     | Ada Clare               | Hovedrolle; 15 episoder  |
| 2006 | The Amazing Mrs Pritchard                       | Emily Pritchard         | Hovedrolle; 6 episoder   |
| 2006 | Agatha Christie's Marple: The Sittaford Mystery | Violet Willett          | TV-film                  |
| 2006 | Trial & Retribution X: Sins of the Father       | Emily Harrogate         | 2 episoder               |
| 2007 | Waking the Dead                                 | Sister Bridgid          | 2 episoder               |
| 2007 | Northanger Abbey                                | Isabella Thorpe         | TV-film                  |
| 2007 | My Boy Jack                                     | Elsie Kipling           | TV-film                  |
| 2007 | Doctor Who                                      | Sally Sparrow           | Episode: "Blink"         |
| 2014 | The Spoils of Babylon                           | Lady Anne York (stemme) | TV miniserie; 2 episoder |